# Nieuwe Plantsoen
Het Nieuwe Plantsoen is een bosstadspark in de Nederlandse stad Deventer. Het park werd in 1914 en 1915 aangelegd op ruim een kilometer ten noorden van het centrum van de stad en wordt doorsneden door de Ceintuurbaan. Een iconisch bouwwerk in het park is de watertoren van J.A. Mulock Houwer. De watertoren is nog altijd als zodanig in gebruik en het parkgebied wordt door Vitens gebruikt als waterwingebied (Deventer-Ceintuurbaan).

## Context
Het park ligt gedeeltelijk op de rivierduin Margijnen Enk, een enk waar de Klinkenbelt en de Klinkenbeltskolk deel van uitmaken. Laatstgenoemde kolk stamt mogelijk uit 1658, toen er een dijkdoorbraak bij de IJssel plaatsvond. Het zeer zuivere water onder het rivierduin leende zich bij uitstek voor drinkwaterwinning ten behoeve van de in 1893 aangelegde stadswaterleiding. Ook bouwde men er de watertoren en kwam er aan de rand een bierbrouwerij. Omdat het gebied vrij van verontreinigende activiteiten diende te blijven werd besloten tot de aanleg van een park.

## Kenmerken
Het park van ca. 18 ha groot werd ontworpen door landschapsarchitect Leonard Springer als 'wandelbosch'. Het bos kende een relatief dichte begroeiing in vergelijking met het eerder door hem ontworpen Rijsterborgherpark (het 'Oude Plantsoen') en had bovendien geen bloemenperken, wat beide uniek was voor stadsparken uit die tijd. Springer ontwierp ook de tuin van Villa Molenenk, die aan het park grenst. Rond 1920 werd de Ceintuurbaan als ringweg rond de stad aangelegd, die het park doorsnijdt. Later volgden de aanleg van een openluchttheater en sportvelden en werd een gebied langs de Klinkenbeltskolk ingericht als hertenkamp. Het park kent naast een grote variatie aan (oude) bomen en de Klinkenbeltkolk ook open gebieden, waarmee het ruimte biedt aan een grote variëteit aan vogels. 
Het park is meerdere malen aangepast, maar het concept van Springer is grotendeels behouden gebleven of teruggebracht. Bij de renovatie en herinrichting van het park in 2009-2010 werd op de paden halfverharding toegepast en bij de grasweide bij de Klinkenbeltskolk werd een natuurspeelplaats aangelegd. Ook werd gestart met een gedichtenroute, die echter wegens herhaald vandalisme moest worden opgegeven. In 2021 werd onderhoud gepleegd aan het park nadat door ziekte en storm wijzigingen waren ontstaan in het bomen- en plantenbestand. Ook werden ingrepen gedaan ten behoeve van de sociale controle.

## Opgegroeid
De arts-psychiater en hoogleraar Jan Hendrik van den Berg groeide op in het park, in een woning bij de watertoren waar zijn vader hoofdingenieur van was. Jan Hendrik was gefascineerd door de flora en fauna, en hij begon hier met het bestuderen van insecten wat een levenslange hobby van hem zou blijven.

## Kolbenarmring
In 2005 was het Nieuwe Plantsoen de vindplaats van een fragment van een Kolbenarmring uit de vijfde of zesde eeuw. Een dergelijke vondst wordt zelden gedaan. De ring wijst er mogelijk op dat zich al vóór de vroegst bekende vermelding uit 952 koningsgoederen bij Deventer bevonden, hoewel de tijdspanne hiertussen wel te groot is om dit te concluderen. Indien het echter inderdaad koningsgoederen waren waar de ring van resteert, dan zouden deze een belangrijke bijdrage kunnen hebben geleverd aan de handels- en missioneringsactiviteiten in de directe omgeving, en daarmee het ontstaan en de ontwikkeling van de stad Deventer.